# WHO手術安全チェックリスト
WHO手術安全チェックリスト（WHOしゅじゅつあんぜんチェックリスト、英: WHO Surgical Safety Checklist）とは、世界保健機関（WHO）が2008年に手術を受ける患者の安全性を高めるため発表したチェックリストである。このチェックリストは、手術部位感染や体内手術器具遺残などの有害事象を減らすため、手術の前後に実施すべき重要な項目を手術チームが忘れないようにする役割を果たす。開発途上国における手術による死亡を減らすための、手頃で持続可能なツールの1つであるが、アメリカ、カナダ、英国など先進国でもその有効性は実証されている。
このチェックリストが使用されている施設では死亡率や手術合併症の発生率が3分の1も減少することが、いくつかの研究で示されている。このチェックリストは、多くの研究でその有効性や簡便性が示され広く採用されているが、地域の慣習や手術スタッフの賛同が得られないために、実施に難渋している病院もある。

## 背景

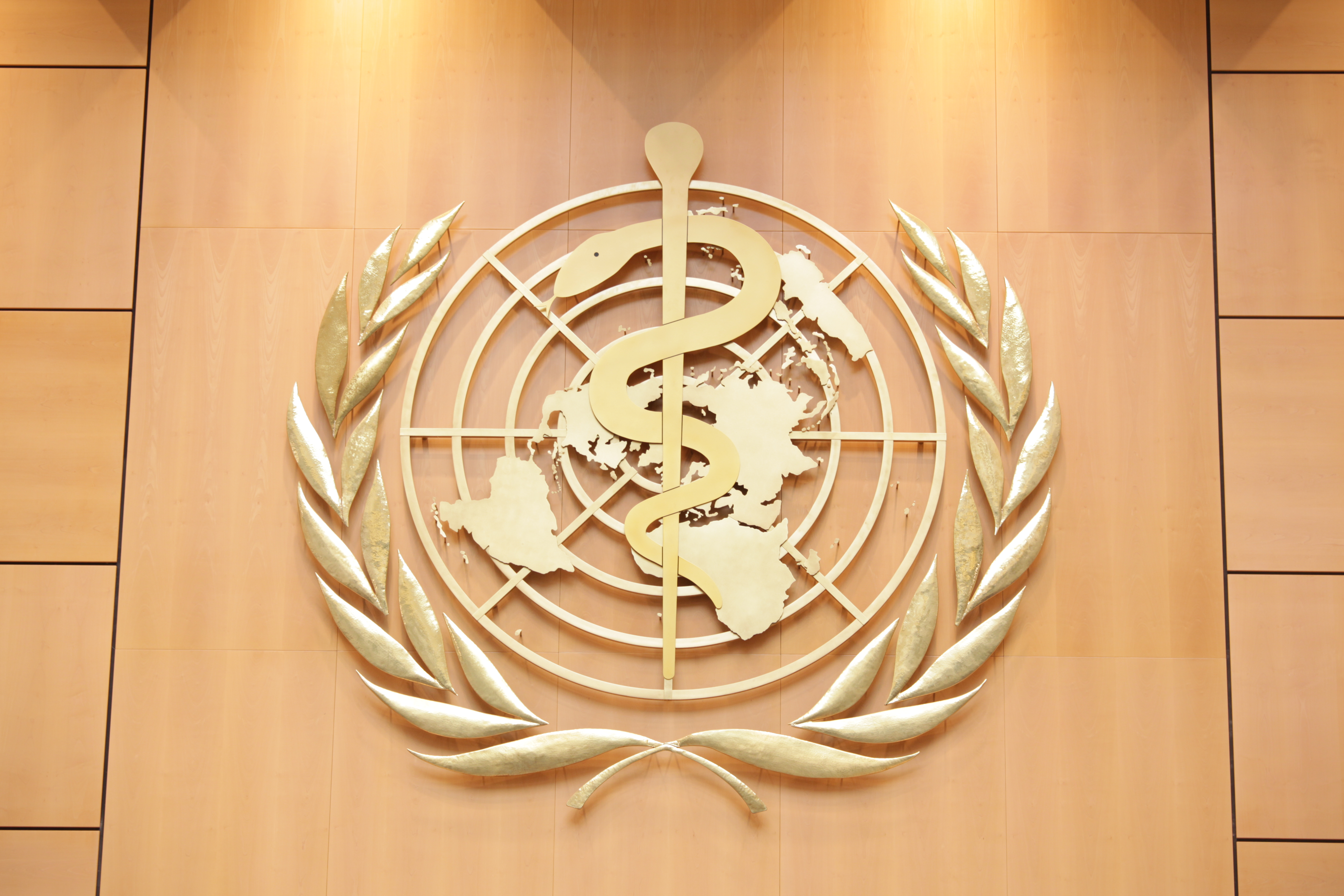
WHOのロゴ

2004年、WHOによって開催された世界保健総会（World Health Assembly: WHA）は、安全でない医療における有害事象の問題に取り組むため、国際組織として"WHO Patient Safety"を設立した。緊急かつ必要不可欠な外科治療のためのグローバル・イニシアティブと必要不可欠な外傷治療のためのガイドラインは、医療アクセスと質に焦点を当てたものであった。2005年、WHO Patient Safetyは、Global Patient Safety Challengesと名付けたキャンペーンを開始した。これは、手洗いなどの患者安全の問題に対処するための臨床ガイドラインや研究のためのツールをまとめるために、専門家チームを集めたものである。2007年1月、第2回のGlobal Patient Safety Challengeに関する国際協議会が開催され、「Safe Surgery Saves Lives（安全な手術は命を救う）」と命名された。2004年には、世界中で推定1億8700万から2億8100万件の手術が行われ、合併症の発生率は3-22％、死亡率は0.4-0.8％であった。とりわけ発展途上国での大手術の死亡率は5-10%にも達していた。WHO Patient Safetyは先進国でも発展途上国でも手術はどこでも行われていることを指摘し、4つの主な問題、すなわち、問題意識の欠如、手術合併症に関するデータの欠如、利用可能な安全資源の一貫性のない使用、手術手技の複雑化を解決することを目的とした。

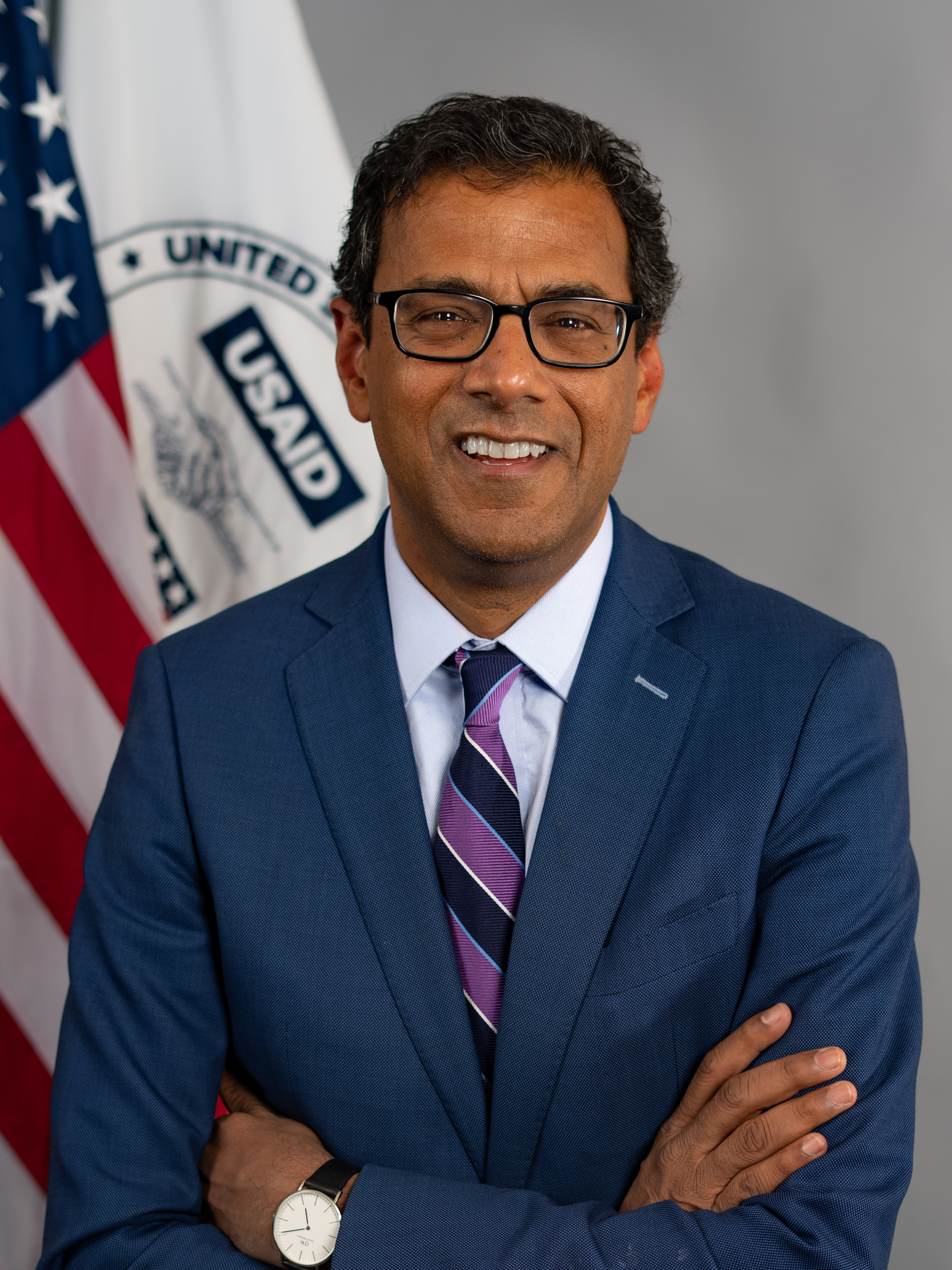
アトゥール・ガワンデ

このGlobal Patient Safety Challengeの推奨事項のひとつに、手術手技で使用するチェックリストの採用があった。一般的な言葉で理解されるように、チェックリストとは、各項目の完了を示す何らかの手段（例えば、チェックマークで塗りつぶす四角）を備えた、行うべき作業の物理的なリストである。「安全な手術は命を救う」プログラムのリーダーであるアトゥール・ガワンデ氏は、2009年に出版した著書『The Checklist Manifesto（邦題: アナタはなぜチェックリストを使わないのか？）』の中で、チェックリストがWHO外科手術安全チェックリストの開発に与えた影響について述べている。特にガワンデ氏は、ボーイングB-17フライング・フォートレスの悲惨な試験飛行にまでさかのぼり、パイロット用チェックリストが航空災害の軽減に与えた影響を称賛している。「その複雑さゆえに、経験豊富なパイロットは飛行中に手順をとばし、墜落を引き起こしたのだ。しかし、テストパイロットたちは、「離陸、飛行、着陸、タキシング......パイロットがやり方を知っているようなことを段階的にチェックした、インデックスカードに収まるような短いチェックリストを使ってはいたものの、その飛行機を操縦し続けた」。さらなるテストでは、B-17は180万マイルもの距離を無事故で飛行し、飛行前および緊急時のパイロット・チェックリストは業界の標準的な安全装備となった。ガワンデは、複雑でストレスの多い状況でも、一見日常的な状況でも、医師が手順の重要なステップを省略しないようにすることで、チェックリストが医療にどのように応用できるかを指摘したのである。
後にWHO手術安全チェックリスト（WHO Surgical Safety Checklist、略称: SSC）となるものを作成するにあたり、Safe Surgery Saves Livesグループは、簡便性、広範な適用性、計測可能性という3つの目標を掲げた。これは、基本的な手順と衛生要件（手洗い、大腿静脈の回避、クロルヘキシジン石鹸の使用、滅菌PPEとバリアドレープの使用、カテーテル抜去の可能性があるかどうかの毎日の評価）を詳述したチェックリストの使用後に、中心静脈カテーテル感染の有意な減少を示した先行研究から影響を受けたものである。

## 内容
このチェックリストは、アメリカの医療施設認定合同機構の統一プロトコールに基づき、19の項目を手術手順の3つの段階に分けている。すなわち、サインイン（麻酔導入前、患者の意識がある間）、タイムアウト（外科医がいる状態で、皮膚切開の前）、サインアウト（患者が手術室を出る前）である。 これらの各段階では、その場にいる手術チームメンバーが手を止め、対応する安全項目が実施されたこと（または、その手技についてその要件を免除する正当な理由があること）を確認する。各段階の完了を判断し文書化する際のあいまいさを避けるため、WHOは、チェックリストの各項目に印を付ける担当者を医療従事者（通常は外回り看護師）1人に限定することを推奨している。
| 項目 | 論拠 |
| サインイン (麻酔導入前) | サインイン (麻酔導入前) |
| --- | --- |
| 患者は確かにその患者か、手術部位、行われる手術、同意の有無は確認ずみか?                                                                                      | 「間違った部位」、「間違った患者」、「間違った手術」の誤りは、まれではあるが深刻な手術ミスであり、米国では5万～10万件に1件の割合で影響を及ぼしている。 |
| 手術部位は印がつけられているか? | 同様に、手術部位の左右間違い（例：腕や脚）または複数の解剖学的構造間の間違い（例：肋骨）は比較的まれであるが、よく報道される傾向があり、外科医に対する信頼が損なわれる。診断画像が提示されていること、手術部位の目印を確認するために患者が覚醒していることなどの要因が、この合併症を減らすのに役立つ。                                                                 |
| 麻酔器と薬剤のチェックは完了しているか。 | SSCのガイドラインでは、「ABCDEs」、すなわち「気道設備（Airway equipment）、呼吸回路（Breathing system、酸素と吸入麻酔薬を含む）、吸引装置（suCtion）、薬剤と器具（Drugs and Devices）、緊急時の薬剤、器具、補助（Emergency medications, equipment and assistance）」の検査を推奨している。                                                                             |
| パルスオキシメーターは患者に装着され、機能しているか? | ランダム化比較試験がないものの、SSCガイドラインは、その極めて低いリスクと、人工呼吸器の回路外れや食道挿管などの壊滅的な麻酔科合併症を未然に防ぐという潜在的な利点から、手術中のパルスオキシメーターの使用を推奨している。発展途上国においてパルスオキシメーターとSSC使用を増やすことは、WHOの別の保健計画であるWHO Patient Safety Pulse Oximetry Projectの目標である。 |
| 患者に既知の薬物アレルギーがあるか? | アナフィラキシー反応は、およそ10,000～20,000例に1例の割合で起こる。この有害事象が発生した場合、ほとんどのプロトコールでは、酸素投与、人工呼吸、抗ヒスタミン薬、静脈内輸液投与が推奨されている。 |
| 患者に困難気道や誤嚥のリスクはあるか? | SSCでは、ベッドサイドでリスクのある患者を特定するための唯一最良の検査は存在しないことを認識しており、特定の検査を提唱する代わりに、気道合併症が発生した場合に換気を維持するための計画を手術チームが持つことを呼びかけている。 |
| 患者には500mLを超える出血のリスクがあるか？(小児では7ml/体重kg）?                                                                                            | 特定の手技における出血に伴う循環血液量減少性ショックのリスクがあるため、手術チームは、晶質液（生理食塩水など）または輸血のための太い静脈アクセスを確保する必要がある場合がある。 |
| タイムアウト (皮膚切開前) | |
| チームメンバー全員が名前と役割を自己紹介したことを確認する。                                                                                                 | この行動は、手術室でのチーム行動を増やし、参加者一人一人に、後で安全上の懸念を提起する自信を与えるかもしれない。チーム行動の増加は、より少ない手術合併症と関連している。 |
| 患者の名前、手順、切開する場所を確認する。 | |
| 過去60分以内に抗菌薬の予防投与が行われたか? | 特定の薬剤や処置にもよるが、抗生物質の投与は皮膚切開の1～2時間前までに行うべきである。そうしないと、抗生物質が血液中で適切な濃度に達しないからである。適切な時間外に抗生物質を投与された患者は、抗生物質を全く投与されなかった患者と感染率が全く変わらない。 |
| 外科医にとって予想される重大な出来事： - 重要な、あるいはいつもと異なる手順は何か？ - 手術所要時間は？ - 予想出血量は？                                      | |
| 麻酔科医にとって予想される重大な出来事： - 患者特有の懸念はあるか？                                                                                          | |
| 看護チームにとって重要な出来事の予測： - 手術器械の無菌性（指標結果を含む）は確認されているか? - 設備の問題や懸念事項はあるか?                               | |
| 手術に必要な画像は表示されているか? | 必要な医用画像（X線、CTスキャン、MRIなど）を含めることも、「誤った部位」の手術を減らす一歩である。 |
| サインアウト (患者の手術室退室前) | |
| 看護師が口頭で確認： - 手術名 - 手術器械、スポンジ、針のカウントの完了 - 検体ラベル（患者名を含む検体ラベルの音読） - 対処すべき設備上の問題があるかどうか。 | WHOのSSCでは、術後の手術器械、ガーゼ、針のカウントを2人（または自動装置で1人）で行うことを推奨している。術後体内遺残手術器具に関する調査では、最終的なカウントが正しいと誤って信じられていたケースが88％あったことが判明している。 |
| 外科医、麻酔科医、看護師へ：この患者の術後管理のために重要なことは何か？                                                                                     | |

## 影響

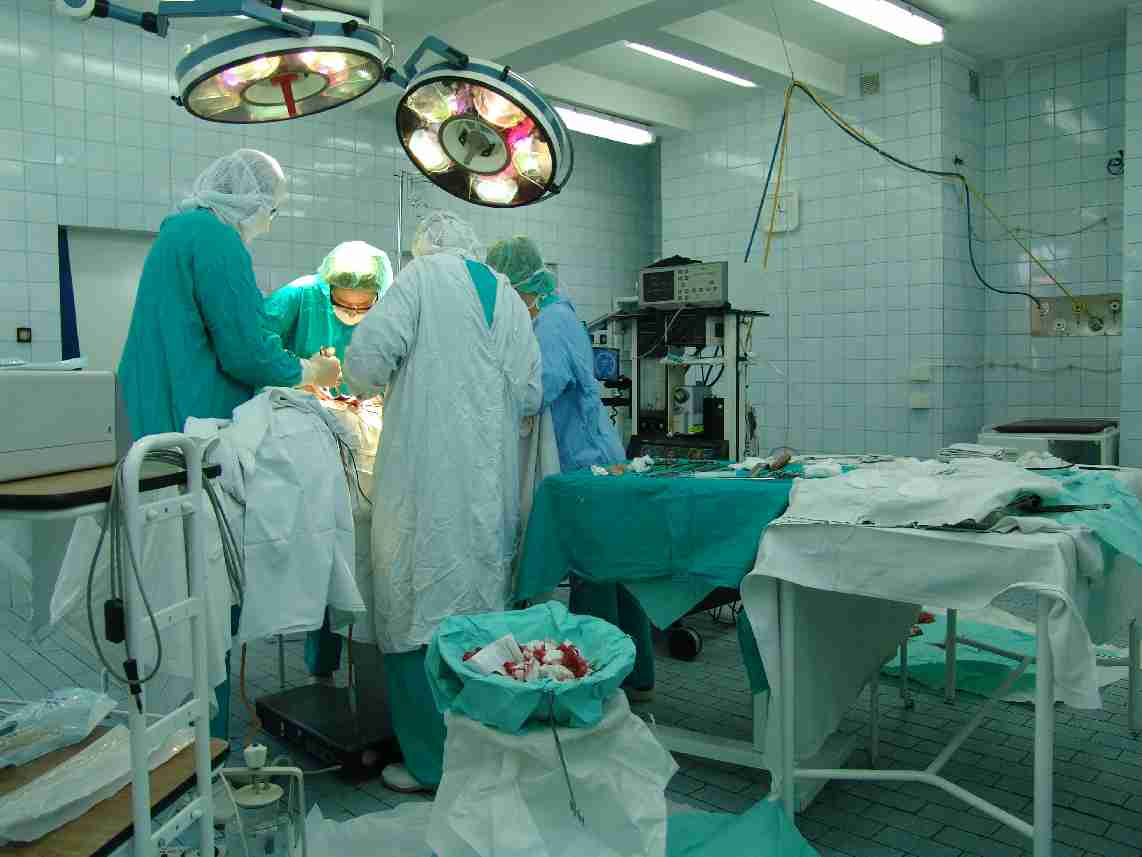
手術室

The Safe Surgery Saves Lives（安全な手術は命を救う）グループは、世界8カ所の病院を対象とした研究を実施し、各地域の研究チームがWHO手術安全チェックリストを導入する前と後の手術安全対策と合併症発生率を比較した。その結果、実施前の3,733人の手術患者と実施後の3,955人の手術患者で、合併症発生率（11.0％→7.0％、p<0.001）と死亡率（1.5％→0.8％、p=0.003）が有意に減少した。58ヵ国にある357の病院を対象とした独立した国際研究により、手術安全チェックリストの使用は、チェックリストを導入していない病院で行われた同じ手術と比較して、緊急腹部手術後の30日死亡のオッズ比を38％低下させることが実証された。続いて行われた76ヵ国のプールされた世界規模の追加データを用いた解析では、チェックリストの使用は緊急開腹手術における周術期死亡率の有意な低下と関連しており、多変量モデルにおいてチェックリストの使用は30日周術期死亡率の低下（オッズ比 0.60、95%信頼区間[0.50～0.73]；P＜0-001）と関連していた。チェックリストの使用率は、人間開発指数（HDI）が高い国では低い国よりも有意に高いものの、最大の絶対的利得は低・中HDI国の緊急手術で認められた。その後の多くの研究で、手術成績と、予防的抗菌薬使用の増加などのさまざまな安全性評価項目の双方における改善が示されている。これらのデータは、いくつかの原因が考えられる。いくつかの研究では、チェックリストの項目を見ている間に安全でない状態が発見されるなど、チェックリストの直接的な結果として安全性が向上したと報告しているが、他の研究では、抗生物質やパルスオキシメトリーの利用可能性が向上し、チェックリストの使用によってそれらの欠如が明らかになるなど、より間接的に安全性が向上したと報告している。さらに、「症例に関する重要な情報共有が増加し、意思決定とチーム連携が向上し、知識のギャップに関する開放的な態度が増し、チームの結束力が向上する」など、安全文化の向上が多くの研究で報告されている。
他の研究では、SSC実施後の手術転帰の改善を示すことができなかったが、その原因は、SSCの使用拡大に対する障壁を示している可能性がある。例えば、WHOのガイドラインは、チェックリストの意図と手順に精通した個々の手術チームの例を通して、チェックリストの使用を開始することを推奨している。しかしながら、ある研究では、ある病院では研修不足のために「スタッフがチェックリストを実施する理由も方法も理解していなかった」と報告されており、他の研究では、外科スタッフは誰がSSCの項目をチェックすることになっているのか分かっていなかった。病院によっては、手術の「タイムアウト」手順に関する訓練が不十分なところもある。SSCの導入に成功し、安全性が向上した病院の中には、安全文化の変革には、全スタッフがチェックリストの利点を理解できるようにするための「推進役」による時間と労力が必要であったと報告している。ある研究では、チェックリストが「ある日突然、手術室に現れた」病院では、スタッフの賛同が得られないという問題があった。さらに、タイの病院では体に印をつけること、自己紹介が気まずいと思われることなど、文化の違いによってチェックリストの特定の項目の遵守に問題が生じた。このような場合、WHOのガイドラインでは、現地の状況に合うようにチェックリストを柔軟に編集することを推奨している。

## 他の手術チェックリスト
- アメリカの医療施設認定合同機構のユニバーサル・プロトコルは、正しい施術対象、手順、部位を確認するための周術期チェックとして2004年に導入された[6]。SSCのように書面によるチェックリストとしては使用されなかったが、WHO Patient Safetyは、間違った人、間違った手順、間違った部位のエラーをチェックするための一時停止ポイントとして「タイムアウト」をSSCに統合している[要出典]。
- SURgical PAtient Safety System（SURPASS）チェックリストは、手術室外で発生する手術エラーの53～70％を捕捉するためにオランダで導入された（手術室内で発生するエラーに焦点を当てたSSCとは対照的である）[6]。
- 2009年、Yisrael Mordecai Safeek氏は、I AM FOR SAFETYチェックリストを発表した。このチェックリストには、アメリカ麻酔科学会（英語版）および医療施設認定合同機構が要求する安全性チェックと、SSCの修正版（"I AM FOR SAFETY"の文字で始まる記憶術に対応するように書き直したもの）が含まれている[35]。